# Епископ западноевропски Јустин
Јустин Јеремић (Рума, 22. јун 1982) је епископ западноевропски. Бивши је викарни епископ хвостански Српске православне цркве (2021—2022).

## Биографија
Рођен је 22. јуна 1982. године у граду Руми од родитеља Милоша и Олге. Основну школу завршава у родном граду, одакле, по благослову епископа сремског Василија, уписује Богословију Светог Арсенија у Сремским Карловцима,
Марљивост према богословљу и љубав према богослужењу, али и према монашком животу и подвигу, определили су даљи животни пут младог богослова, па је стога владика сремски Василије одлучио да га пред крај петог разреда, у марту 2002. године замонаши по чину мала схима|мале схиме, у фрушкогорском манастиру Велика Ремета.
Убрзо потом, на празник Благовести у манастиру Крушедолу, монах Јустин је рукоположен у чин јерођакона. После Богословије, коју завршава као најбољи ученик у генерацији, бива по препоруци надлежног Епископа послат у Московску духовну академију.
Пред полазак у Москву рукоположен је у чин јеромонаха у манастиру Велика Ремета, октобра 2002. године.
У току студија развија посебну љубав, али и знање из области Литургике, па  на четвртој години студија, бива постављен за наставника богослужбене праксе у Покровском храму Академије, кроз коју је учио новорукоположене свештенике-студенте Типику и правилном савршавању, иначе веома захтевних богослужења Руске православне цркве.
Године 2006. завршава Духовну академију, одбранивши дипломски рад: „Исихазам у српском монаштву у 13. и 14. века.“. У току студија, као најбољем иностраном студенту, додељена му је посебна стипендија из Фонда патријарха Алексеја Првог.
После повратка из Москве, 2006. године, бива причислен братству запустелог манастира Старо Хопово, на Фрушкој гори. Упркос тешкоћама, младости и неискуству успева заједно са братијом да обнови ову светињу, која је од Другог светског рата па до њиховог доласка била напуштена и то како у материјалном, тако и у духовном смислу.
Године 2008. благословом Епископа Василија и Светог Синода бива упућен на постдипломске студије на Богословски факултет у Атину, у којој је боравио до 2013. године, нарочито се интересујући питањима из области литургике.
По  благослову епископа западноевропског Луке и по указаној потреби, из Атине прелази у Париз. Опслуживао је парохије у Лиону и Дижону, као и парохију светог Саве у Паризу.
27. јануара 2015. године у Катедралном храму светог Сави одликован је чином протосинђела, а 30. октобра 2016. године у цркве Свете Параскеве у париском предграђу Бонди рукопроизведен је у чин архимандрита.
Говори руски, грчки и француски језик. Објавио је више превода са руског и грчког језика, у часописима Истина, Видослову, и у Српском Сиону, а написао је и потпуну Службу Светом Преподобномученику Рафаилу Шишатовачком.
Свети архијерејски сабор Српске православне цркве га је на свом редовном мајском заседању 29. маја 2021. године изабрао за викарног епископа хвостанског. Рукоположен је за епископа 12. септембра 2021. у Храму Светог Саве у Београду.
На редовном заседању Светог архијерејског Сабора Српске православне Цркве, 21. маја 2022. године, изабран је за епископа упражњене Епархије западноевропске. Устоличење је било у Паризу 9. октобра 2022.